# Victoria International 2012
Die Victoria International 2012 im Badminton fanden vom 28. bis zum 30. Juni 2012 in Albert Park statt. 

## Austragungsort
- MSAC, Aughtie Drive, Albert Park

## Sieger und Platzierte
| Disziplin    | Gold                                         | Silber                         | Bronze                          |
| ------------ | -------------------------------------------- | ------------------------------ | ------------------------------- |
| Herreneinzel | Anup Sridhar                                 | Andrew Smith                   | Cheng Po-wei                    |
| Herreneinzel | Anup Sridhar                                 | Andrew Smith                   | Bjorn Seguin                    |
| Dameneinzel  | Tai Ching-chieh                              | Cheng Yu-chieh                 | Jennifer Tam                    |
| Dameneinzel  | Tai Ching-chieh                              | Cheng Yu-chieh                 | Anna Rankin                     |
| Herrendoppel | Rangga Yave Rianto Seiko Wahyu Kusdianto     | Chiu Yu-Hsiang Lai Chien-cheng | Stuart Rowlands Andrew Surman   |
| Herrendoppel | Rangga Yave Rianto Seiko Wahyu Kusdianto     | Chiu Yu-Hsiang Lai Chien-cheng | Raymond Tam Jeff Tho            |
| Damendoppel  | Keshya Nurvita Hanadia Devi Tika Permatasari | Leanne Choo Renuga Veeran      | Ann-Louise Slee Eugenia Tanaka  |
| Damendoppel  | Keshya Nurvita Hanadia Devi Tika Permatasari | Leanne Choo Renuga Veeran      | Chen Ting-Yin Tai Ching-chieh   |
| Mixed        | Andhika Anhar Keshya Nurvita Hanadia         | Ross Smith Renuga Veeran       | Raj Popat Devi Tika Permatasari |
| Mixed        | Andhika Anhar Keshya Nurvita Hanadia         | Ross Smith Renuga Veeran       | Eugenia Tanaka Raymond Tam      |